# Kojak – Einsatz in Manhattan/Episodenliste
Diese Episodenliste enthält alle Episoden der US-amerikanischen Krimiserie Kojak – Einsatz in Manhattan, sortiert nach der US-amerikanischen Erstausstrahlung. Die Fernsehserie umfasst in fünf Staffeln 118 Episoden mit einer Länge von jeweils etwa 42 Minuten.

## Übersicht
| Staffel | Episodenanzahl | Erstausstrahlung USA | Erstausstrahlung USA | Deutschsprachige Erstausstrahlung | Deutschsprachige Erstausstrahlung |
| Staffel | Episodenanzahl | Staffelpremiere      | Staffelfinale        | Staffelpremiere                   | Staffelfinale                     |
| ------- | -------------- | -------------------- | -------------------- | --------------------------------- | --------------------------------- |
| 1       | 22             | 24. Oktober 1973     | 8. Mai 1974          | 3. Oktober 1974                   | 27. April 1998                    |
| 2       | 25             | 15. September 1974   | 9. März 1975         | 15. Mai 1975                      | 5. Mai 1998                       |
| 3       | 24             | 14. September 1975   | 7. März 1976         | 13. Mai 1976                      | 6. Mai 1998                       |
| 4       | 25             | 26. September 1976   | 22. März 1977        | 4. August 1977                    | 25. Mai 1998                      |
| 5       | 22             | 2. Oktober 1977      | 18. März 1978        | 18. April 1978                    | 22. Mai 1998                      |

## Staffel 1
| Nr. (ges.) | Nr. (St.) | Deutscher Titel              | Originaltitel                | Erstausstrahlung USA | Deutschsprachige Erstausstrahlung (D) | Regie              | Drehbuch                          |
| ---------- | --------- | ---------------------------- | ---------------------------- | -------------------- | ------------------------------------- | ------------------ | --------------------------------- |
| 1          | 1         | Belagerung                   | Siege Of Terror              | 24. Okt. 1973        | 9. Jan. 1975                          | William Hale       | Robert Heverly                    |
| 2          | 2         | Das Netz des Todes           | Web Of Death                 | 31. Okt. 1973        | 19. Dez. 1974                         | William Hale       | Jack Laird                        |
| 3          | 3         | Der Mann im Hintergrund      | One For The Morgue           | 7. Nov. 1973         | 3. Okt. 1974                          | Richard Donner     | Jerrold Freedman                  |
| 4          | 4         | Ein entscheidender Fehler    | Knockover                    | 14. Nov. 1973        | 17. Okt. 1974                         | Charles S. Dubin   | Morton Fine                       |
| 5          | 5         | Das Mädchen im Fluß          | Girl In The River            | 21. Nov. 1973        | 24. Apr. 1998                         | William Hale       | Halsted Welles                    |
| 6          | 6         | Requiem für einen Polizisten | Requiem For A Cop            | 28. Nov. 1973        | 1. Feb. 1991                          | Gary Nelson        | Richard Adams & Jack Laird        |
| 7          | 7         | Eine wertvolle Dame          | The Corrupter                | 5. Dez. 1973         | 23. Jan. 1975                         | Paul Stanley       | James M. Miller                   |
| 8          | 8         | Schwarzer Sonntag            | Dark Sunday                  | 12. Dez. 1973        | 5. Dez. 1974                          | Charles R. Rondeau | Robert Malcolm Young              |
| 9          | 9         | Ein mörderisches Projekt     | Conspiracy Of Fear           | 19. Dez. 1973        | 3. Apr. 1975                          | Jeannot Szwarc     | Jack Laird & Mark Rodgers         |
| 10         | 10        | Theo in der Klemme           | Cop In A Cage                | 2. Jan. 1974         | 8. Feb. 1991                          | Charles S. Dubin   | Gene R. Kearney & Alvin Sapinsley |
| 11         | 11        | Schuldschein für einen Toten | Marker To A Dead Bookie      | 16. Jan. 1974        | 31. Okt. 1974                         | Alex March         | Morton Fine & Gene R. Kearney     |
| 12         | 12        | Requiem für einen Dieb       | Last Rites For A Dead Priest | 23. Jan. 1974        | 21. Nov. 1974                         | Joel Oliansky      | Jack Laird                        |
| 13         | 13        | Tote machen kein Examen      | Death Is Not A Passing Grade | 30. Jan. 1974        | 15. Feb. 1991                         | Allen Reisner      | Gene R. Kearney                   |
| 14         | 14        | Todeskarussell               | Die Before They Wake         | 6. Feb. 1974         | 25. Jan. 1991                         | Leo Penn           | Robert W. Lenski                  |
| 15         | 15        | Der große Fischzug           | Deliver Us Some Evil         | 13. Feb. 1974        | 5. Apr. 1991                          | Charles S. Dubin   | Robert Malcolm Young              |
| 16         | 16        | 18 Stunden Angst             | Eighteen Hours Of Fear       | 20. Feb. 1974        | 6. März 1975                          | Charles R. Rondeau | Robert C. Dennis & Jack Laird     |
| 17         | 17        | Im Kreis des Verbrechens     | Before The Devil Knows       | 27. Feb. 1974        | 20. Feb. 1975                         | Charles S. Dubin   | Gene R. Kearney                   |
| 18         | 18        | Drei Kugeln im Asphalt       | Dead On His Feet             | 6. März 1974         | 22. Feb. 1991                         | Jeannot Szwarc     | Jack Laird                        |
| 19         | 19        | Russisches Roulette          | Down A Long And Lonely River | 20. März 1974        | 20. März 1975                         | Leo Penn           | Robert Foster                     |
| 20         | 20        | Ein zweifelhaftes Geschäft   | Mojo                         | 27. März 1974        | 17. Apr. 1975                         | Jeannot Szwarc     | Morton Fine & Mark Weingart       |
| 21         | 21        | Der Bombenleger              | Therapy In Dynamite          | 10. Apr. 1974        | 27. Apr. 1998                         | Leo Penn           | Gene R. Kearney                   |
| 22         | 22        | Weg ohne Wiederkehr          | The Only Way Out             | 8. Mai 1974          | 6. Feb. 1975                          | Joel Oliansky      | Alvin Sapinsley                   |

## Staffel 2
| Nr. (ges.) | Nr. (St.) | Deutscher Titel              | Originaltitel                           | Erstausstrahlung USA | Deutschsprachige Erstausstrahlung (D) | Regie               | Drehbuch                               |
| ---------- | --------- | ---------------------------- | --------------------------------------- | -------------------- | ------------------------------------- | ------------------- | -------------------------------------- |
| 23         | 1         | Rivalen der Mafia (1)        | The Chinatown Murders (1)               | 15. Sep. 1974        | 29. Apr. 1998                         | Jeannot Szwarc      | Jack Laird                             |
| 24         | 2         | Rivalen der Mafia (2)        | The Chinatown Murders (2)               | 15. Sep. 1974        | 30. Apr. 1998                         | Jeannot Szwarc      | Jack Laird                             |
| 25         | 3         | Verbrechen ohne Opfer        | Hush Now, Or You'll Die                 | 22. Sep. 1974        | 28. Apr. 1998                         | Charles S. Dubin    | Robert W. Lenski                       |
| 26         | 4         | Kojak spielt riskant         | A Very Deadly Game                      | 29. Sep. 1974        | 15. Apr. 1976                         | Seymour Robbie      | Sean Baine                             |
| 27         | 5         | Das 20-Millionen-Ding        | Wall Street Gunslinger                  | 6. Okt. 1974         | 8. Jan. 1976                          | Richard Donner      | Halsted Welles                         |
| 28         | 6         | Wer hat Ruth Nelson getötet? | Slay Ride                               | 13. Okt. 1974        | 12. Apr. 1991                         | Russ Mayberry       | Morton Fine                            |
| 29         | 7         | Zeugin wider Willen          | Nursemaid                               | 20. Okt. 1974        | 15. Mai 1975                          | Jerry London        | Joel Oliansky                          |
| 30         | 8         | Mord im Krankenhaus          | You Can't Tell A Hurt Man How To Holler | 27. Okt. 1974        | 1. März 1991                          | Seymour Robbie      | Albert Ruben                           |
| 31         | 9         | Kaufpreis für einen Richter  | The Best Judge Money Can Buy            | 3. Nov. 1974         | 1. Apr. 1976                          | Leo Penn            | Gene R. Kearney                        |
| 32         | 10        | Souvenir aus Atlantic City   | A Souvenir From Atlantic City           | 10. Nov. 1974        | 8. März 1991                          | Daniel Haller       | Eric Kaldor & Charles Sailor           |
| 33         | 11        | Die Sterne stehen auf Tod    | A Killing In The Second House           | 17. Nov. 1974        | 22. Jan. 1976                         | Christian Nyby      | Gene R. Kearney                        |
| 34         | 12        | Warrens erster Fall          | The Best War In Town                    | 24. Nov. 1974        | 15. März 1991                         | Richard Donner      | Burton Armus                           |
| 35         | 13        | Der Mörder wohnt nebenan     | Cross Your Heart And Hope To Die        | 1. Dez. 1974         | 4. Mai 1998                           | David Friedkin      | Gene R. Kearney                        |
| 36         | 14        | Spiel mit gezinkten Karten   | The Betrayal                            | 15. Dez. 1974        | 11. Jan. 1991                         | Telly Savalas       | Joseph Polizzi                         |
| 37         | 15        | Der Verlierer zahlt alles    | Loser Takes All                         | 22. Dez. 1974        | 27. Nov. 1975                         | Allen Reisner       | Robert C. Dennis & William P. McGivern |
| 38         | 16        | Ein Feuer auf Bestellung     | Close Cover Before Killing              | 5. Jan. 1975         | 18. März 1976                         | Sigmund Neufeld Jr. | Peter S. Fischer                       |
| 39         | 17        | Kugeln aus dem Hinterhalt    | Acts Of Desperate Men                   | 12. Jan. 1975        | 31. Mai 1991                          | Jeannot Szwarc      | Gene R. Kearney                        |
| 40         | 18        | Die Königin der Zigeuner     | Queen Of The Gypsies                    | 19. Jan. 1975        | 11. Dez. 1975                         | Jeannot Szwarc      | Gene R. Kearney & Arthur E. McLaird    |
| 41         | 19        | Die Nacht von Piräus         | Night Of The Piraeus                    | 26. Jan. 1975        | 22. März 1991                         | Jerry London        | George Bacos & Don Rene Patterson      |
| 42         | 20        | Der goldene Schlüssel        | Elegy In An Asphalt Graveyard           | 2. Feb. 1975         | 4. Jan. 1991                          | Christian Nyby      | Jack Laird                             |
| 43         | 21        | Der Mann mit der Bombe       | The Good Luck Bomber                    | 9. Feb. 1975         | 13. Nov. 1975                         | Sigmund Neufeld Jr. | Ray Brenner                            |
| 44         | 22        | Ein schlechter alter Freund  | Unwanted Partners                       | 16. Feb. 1975        | 19. Feb. 1976                         | Sigmund Neufeld Jr. | Burton Armus                           |
| 45         | 23        | Raubzug in Raten             | Two-Four-Six For Two Hundred            | 23. Feb. 1975        | 29. Apr. 1976                         | Russ Mayberry       | James M. Miller                        |
| 46         | 24        | Die Erpressung               | The Trade-Off                           | 2. März 1975         | 4. März 1976                          | David Friedkin      | Robert E. Swanson                      |
| 47         | 25        | Alle Träume werden wahr      | I Want To Report A Dream                | 9. März 1975         | 5. Mai 1998                           | Telly Savalas       | Gene R. Kearney                        |

## Staffel 3
| Nr. (ges.) | Nr. (St.) | Deutscher Titel                 | Originaltitel                             | Erstausstrahlung USA | Deutschsprachige Erstausstrahlung (D) | Regie               | Drehbuch                                                |
| ---------- | --------- | ------------------------------- | ----------------------------------------- | -------------------- | ------------------------------------- | ------------------- | ------------------------------------------------------- |
| 48         | 1         | Die Abmachung (1)               | A Question Of Answers (1)                 | 14. Sep. 1975        | 23. Sep. 1976                         | Jerry London        | Albert Ruben                                            |
| 49         | 2         | Die Abmachung (2)               | A Question Of Answers (2)                 | 14. Sep. 1975        | 30. Sep. 1976                         | Jerry London        | Albert Ruben                                            |
| 50         | 3         | Ein Fall von Notwehr?           | My Brother, My Enemy                      | 21. Sep. 1975        | 3. Juni 1976                          | Russ Mayberry       | Alvin Boretz                                            |
| 51         | 4         | In eigener Sache                | Sweeter Than Life                         | 28. Sep. 1975        | 8. Juli 1976                          | Russ Mayberry       | Burton Armus                                            |
| 52         | 5         | Überfall auf offener Straße     | Be Careful What You Pray For              | 5. Okt. 1975         | 22. Juli 1976                         | Russ Mayberry       | James M. Miller                                         |
| 53         | 6         | Schnee aus Kolumbien            | Silent Snow, Deadly Snow                  | 12. Okt. 1975        | 18. Jan. 1991                         | Jerry London        | Morton Fine                                             |
| 54         | 7         | Von Ratten und Menschen         | Life, Liberation And The Pursuit Of Death | 26. Okt. 1975        | 6. Mai 1998                           | Nicholas Sgarro     | Gene R. Kearney                                         |
| 55         | 8         | Tatwerkzeug: Dienstwaffe        | Out Of The Frying Pan…                    | 2. Nov. 1975         | 7. Juni 1991                          | Charles S. Dubin    | Jack Laird                                              |
| 56         | 9         | Polizeischutz für Theo          | Over The Water                            | 9. Nov. 1975         | 13. Sep. 1991                         | Telly Savalas       | Burton Armus                                            |
| 57         | 10        | Nette Nachbarn                  | The Nicest Guys On The Block              | 16. Nov. 1975        | 26. Juni 1976                         | Charles S. Dubin    | Morton Fine                                             |
| 58         | 11        | Bei Mord kein Pardon            | No Immunity For Murder                    | 23. Nov. 1975        | 12. Aug. 1976                         | Andy Sidaris        | Joe Gores                                               |
| 59         | 12        | Kojaks lange Reise              | A Long Way From Times Square              | 30. Nov. 1975        | 13. Mai 1976                          | Ernest Pintoff      | Gene R. Kearney & Brian McKay                           |
| 60         | 13        | Ein todsicheres Geschäft        | Money Back Guarantee                      | 7. Dez. 1975         | 9. Sep. 1976                          | Daniel Haller       | Dallas L. Barnes                                        |
| 61         | 14        | Ein Fall für Vince              | A House Of Prayer, A Den Of Thieves       | 14. Dez. 1975        | 26. Apr. 1991                         | Robert Day          | Gene R. Kearney                                         |
| 62         | 15        | Weihnachtsmann auf Abwegen      | How Cruel The Frost, How Bright The Stars | 21. Dez. 1975        | 3. Mai 1991                           | David Friedkin      | Gene R. Kearney & James Duff McAdams                    |
| 63         | 16        | Griechische Tragödie            | The Forgotten Room                        | 4. Jan. 1976         | 14. Juni 1991                         | Sigmund Neufeld Jr. | James Bonnet                                            |
| 64         | 17        | Polizist am Abgrund             | On The Edge                               | 11. Jan. 1976        | 21. Juni 1991                         | David Friedkin      | Alvin Boretz                                            |
| 65         | 18        | Vendetta in New York            | A Wind From Corsica                       | 18. Jan. 1976        | 20. Sep. 1991                         | Daniel Haller       | Mark Rodgers, Paul Stein, Barry Trivers & Charles Watts |
| 66         | 19        | Der Kopfgeldjäger               | Bad Dude                                  | 25. Jan. 1976        | 27. Sep. 1991                         | Sigmund Neufeld Jr. | Joe Gores                                               |
| 67         | 20        | Mord mit doppeltem Boden        | A Grave Too Soon                          | 1. Feb. 1976         | 26. Aug. 1976                         | Daniel Haller       | Jack Laird                                              |
| 68         | 21        | Die Falle                       | The Frame                                 | 8. Feb. 1976         | 19. Apr. 1991                         | Sigmund Neufeld Jr. | Burton Armus                                            |
| 69         | 22        | Fisk und Söhne                  | Deadly Innocence                          | 15. Feb. 1976        | 22. Nov. 1991                         | Daniel Haller       | Sean Baine                                              |
| 70         | 23        | Ein Toter und sein Doppelgänger | Justice Deferred                          | 22. Feb. 1976        | 4. Okt. 1991                          | Charles S. Dubin    | Jack Laird                                              |
| 71         | 24        | Der König der Detektive         | Both Sides Of The Law                     | 7. März 1976         | 21. Juli 1977                         | David Friedkin      | Gene R. Kearney                                         |

## Staffel 4
| Nr. (ges.) | Nr. (St.) | Deutscher Titel                | Originaltitel                                | Erstausstrahlung USA | Deutschsprachige Erstausstrahlung (D) | Regie               | Drehbuch                                          |
| ---------- | --------- | ------------------------------ | -------------------------------------------- | -------------------- | ------------------------------------- | ------------------- | ------------------------------------------------- |
| 72         | 1         | Das Geburtstagsfest            | Birthday Party                               | 26. Sep. 1976        | 8. Mai 1998                           | Sigmund Neufeld Jr. | Steven W. Carabatsos & Robert Hoskins             |
| 73         | 2         | In der Hitze New Yorks         | A Summer Madness                             | 3. Okt. 1976         | 12. Mai 1998                          | Jeannot Szwarc      | Jack Laird & William P. McGivern                  |
| 74         | 3         | Die Tücken des Gesetzes        | Law Dance                                    | 10. Okt. 1976        | 4. Aug. 1977                          | Edward M. Abroms    | James M. Miller                                   |
| 75         | 4         | Der Massenmörder von Manhattan | Out Of The Shadows                           | 17. Okt. 1976        | 11. Mai 1998                          | Jeannot Szwarc      | Gene R. Kearney                                   |
| 76         | 5         | Eine Geheimsache               | A Need To Know                               | 24. Okt. 1976        | 13. Mai 1998                          | Russ Mayberry       | Stewart Alexander, Chester Krumholz & Cire Rodlak |
| 77         | 6         | Hectors Tod                    | An Unfair Trade                              | 31. Okt. 1976        | 11. Okt. 1991                         | Nicholas Sgarro     | Burton Armus                                      |
| 78         | 7         | Um Haaresbreite                | A Hair-Trigger Away                          | 7. Nov. 1976         | 27. Okt. 1977                         | Sigmund Neufeld Jr. | L.T. Bentwood, Jack Epps, Jr. & Andy House        |
| 79         | 8         | Der Handlanger                 | By Silence Betrayed                          | 14. Nov. 1976        | 15. Dez. 1977                         | Sigmund Neufeld Jr. | Chester Krumholz                                  |
| 80         | 9         | Mord im Dunkel (1)             | A Shield For Murder (1)                      | 21. Nov. 1976        | 17. Jan. 1978                         | Jeannot Szwarc      | William P. McGivern & Robert Malcolm Young        |
| 81         | 10        | Mord im Dunkel (2)             | A Shield For Murder (2)                      | 21. Nov. 1976        | 24. Jan. 1978                         | Jeannot Szwarc      | William P. McGivern & Robert Malcolm Young        |
| 82         | 11        | Die Prinzessin                 | The Pride And The Princess                   | 28. Nov. 1976        | 1. Sep. 1977                          | Charles S. Dubin    | James M. Miller                                   |
| 83         | 12        | Der Gejagte                    | Black Thorn                                  | 5. Dez. 1976         | 29. Sep. 1977                         | Charles S. Dubin    | Leon Tokatyan                                     |
| 84         | 13        | Die Diamantenfalle             | Where Do You Go When You Have Nowhere To Go? | 12. Dez. 1976        | 25. Mai 1998                          | Jeannot Szwarc      | Chester Krumholz & James Duff McAdams             |
| 85         | 14        | Ein Toter wird lebendig        | Dead Again                                   | 19. Dez. 1976        | 24. Nov. 1977                         | Sigmund Neufeld Jr. | Burton Armus                                      |
| 86         | 15        | Der Patensohn                  | The Godson                                   | 4. Jan. 1977         | 3. Jan. 1978                          | Russ Mayberry       | Joseph Polizzi                                    |
| 87         | 16        | Der Verlierer                  | The Condemned                                | 11. Jan. 1977        | 7. Mai 1998                           | Noel Black          | Michael Grais, Anthony Spinner & Mark Victor      |
| 88         | 17        | Mord mit Methode               | When You Hear The Beep, Drop Dead            | 18. Jan. 1977        | 7. Feb. 1978                          | Jeannot Szwarc      | Gene R. Kearney                                   |
| 89         | 18        | Gesetz der Straße              | I Was Happy Where I Was                      | 25. Jan. 1977        | 21. Feb. 1978                         | Nicholas Sgarro     | Sean Baine & Jerrold Freedman                     |
| 90         | 19        | Der Tote im Kofferraum (1)     | Kojak's Days (1)                             | 1. Feb. 1977         | 29. Nov. 1991                         | Charles S. Dubin    | Chester Krumholz & Matthew Rapf                   |
| 91         | 20        | Der Tote im Kofferraum (2)     | Kojak's Days (2)                             | 8. Feb. 1977         | 6. Dez. 1991                          | Charles S. Dubin    | Chester Krumholz & Matthew Rapf                   |
| 92         | 21        | Marionettenspiel               | Monkey On A String                           | 15. Feb. 1977        | 10. Mai 1991                          | Ernest Pintoff      | Jack Laird                                        |
| 93         | 22        | Das Opfer                      | Kiss It All Goodbye                          | 22. Feb. 1977        | 7. März 1978                          | Telly Savalas       | Oliver Crawford & Robert W. Lenski                |
| 94         | 23        | Konkurrenz im eigenen Hause    | Lady In The Squad Room                       | 8. März 1977         | 21. März 1978                         | Edward M. Abroms    | Burton Armus                                      |
| 95         | 24        | Tod einer Zeugin               | Sister Maria                                 | 15. März 1977        | 4. Apr. 1978                          | Ernest Pintoff      | Eric Kaldor, Charles Sailor & Ross Teel           |
| 96         | 25        | Die Toten vom Central Park     | Another Gypsy Queen                          | 22. März 1977        | 28. Juni 1991                         | Joel Oliansky       | Gene R. Kearney                                   |

## Staffel 5
| Nr. (ges.) | Nr. (St.) | Deutscher Titel                  | Originaltitel                 | Erstausstrahlung USA | Deutschsprachige Erstausstrahlung (D) | Regie             | Drehbuch                                           |
| ---------- | --------- | -------------------------------- | ----------------------------- | -------------------- | ------------------------------------- | ----------------- | -------------------------------------------------- |
| 97         | 1         | Herzdame                         | The Queen Of Hearts Is Wild   | 2. Okt. 1977         | 18. Apr. 1978                         | Leo Penn          | Donald P. Bellisario                               |
| 98         | 2         | Der Mörder ist auf Sendung       | A Strange Kind Of Love        | 9. Okt. 1977         | 14. Mai 1998                          | Sutton Roley      | Joseph Polizzi                                     |
| 99         | 3         | Zwischen zwei Feuern             | Laid Off                      | 16. Okt. 1977        | 2. Mai 1978                           | Nicholas Sgarro   | Burton Armus                                       |
| 100        | 4         | Ein jugendlicher Killer          | Cry For The Kids              | 23. Okt. 1977        | 18. Mai 1998                          | Leo Penn          | David Taylor                                       |
| 101        | 5         | Rückkehr eines Schattens         | Once More From Birdland       | 30. Okt. 1977        | 16. Mai 1978                          | Nicholas Sgarro   | Gene R. Kearney                                    |
| 102        | 6         | Millys Millionen                 | Caper On A Quiet Street       | 6. Nov. 1977         | 17. Mai 1991                          | Edward M. Abroms  | Michael I. Wagner                                  |
| 103        | 7         | Briefe aus dem Jenseits          | Letters Of Death              | 13. Nov. 1977        | 15. Mai 1998                          | Nicholas Sgarro   | L.T. Bentwood, Marvin Kupfer & William A. Schwartz |
| 104        | 8         | In der Falle                     | Tears For All Who Loved Her   | 20. Nov. 1977        | 30. Mai 1978                          | Joel Oliansky     | Chester Krumholz, John Meredyth Lucas & Ross Teel  |
| 105        | 9         | Tödlicher Irrtum (1)             | The Summer Of '69 (1)         | 4. Dez. 1977         | 18. Mai 1998                          | Gene R. Kearney   | Gene R. Kearney                                    |
| 106        | 10        | Tödlicher Irrtum (2)             | The Summer Of '69 (2)         | 10. Dez. 1977        | 19. Mai 1998                          | Gene R. Kearney   | Gene R. Kearney                                    |
| 107        | 11        | Der Schnüffler                   | Case Without A File           | 17. Dez. 1977        | 13. Juni 1978                         | Nicholas Sgarro   | Joe Gores                                          |
| 108        | 12        | Der Anwalt                       | I Could Kill My Wife's Lawyer | 24. Dez. 1977        | 27. Juni 1978                         | Russ Mayberry     | Gene R. Kearney & Harriet Margulies                |
| 109        | 13        | Die Versuchung                   | Justice For All               | 7. Jan. 1978         | 11. Juli 1978                         | Jim Benson        | Michael Kozoll & Ross Teel                         |
| 110        | 14        | Die Maus                         | Mouse                         | 21. Jan. 1978        | 8. Aug. 1978                          | Harvey S. Laidman | Art Eisenson                                       |
| 111        | 15        | Doppeltes Spiel mit hohen Tieren | Chain Of Custody              | 28. Jan. 1978        | 18. Okt. 1991                         | Russ Mayberry     | Chester Krumholz & Matthew Rapf                    |
| 112        | 16        | Unglücksrabe                     | The Captain's Brother's Wife  | 4. Feb. 1978         | 29. Aug. 1978                         | Charles S. Dubin  | Rift Fournier & Chester Krumholz                   |
| 113        | 17        | Mord auf Bestellung              | No License To Kill            | 11. Feb. 1978        | 25. Okt. 1991                         | Ernest Pintoff    | Bob Bralver, Charlene Bralver & Gene R. Kearney    |
| 114        | 18        | Diagnose: Mord                   | The Halls Of Terror           | 18. Feb. 1978        | 22. Mai 1998                          | Edward M. Abroms  | Chester Krumholz                                   |
| 115        | 19        | Krumme Touren mit Francesca      | May The Horse Be With You     | 25. Feb. 1978        | 8. Nov. 1991                          | Charles S. Dubin  | Rift Fournier                                      |
| 116        | 20        | Alle Rechte bei Joe Paxton       | Photos Must Credit Joe Paxton | 4. März 1978         | 25. Juli 1978                         | Jim Benson        | Gene R. Kearney                                    |
| 117        | 21        | Crocker als Geisel               | 60 Miles To Hell              | 11. März 1978        | 24. Mai 1991                          | Gene R. Kearney   | Mike Frankovich Jr. & Gene R. Kearney              |
| 118        | 22        | Brokaws letzter Fall             | In Full Command               | 18. März 1978        | 15. Nov. 1991                         | Telly Savalas     | Chester Krumholz                                   |